# Kézy Mózes
Kézy Mózes (Fehérgyarmat, 1781. november 6. – Sárospatak, 1831. július 31.) református főiskolai tanár.

## Életrajz
Tanulmányait Sárospatakon végezte oly kitünő eredménnyel, hogy elöljárói azonnal (1808.) tanárul alkalmazták; 1808-tól 1810-ig a szónoklat- és költészettant adta elő. 1810-ben a természet- és mennyiségtan tanárául nevezték ki, előbb azonban a göttingeni egyetemre ment, hol három évig különösen a klasszikus nyelvekben szerzett oly jártasságot, hogy Homérosz, Horatius vagy Vergiliusból meghallott első szó után azonnal tovább mondá az egész sort és utána a következő verseket. Kövy nyilatkozata szerint Kézyhez hasonló diák író és költő nem volt Magyarországon. Külföldön tartózkodása (1810-1813) alatt meglátogatta Párizst is. 1813. szeptember 18-án foglalta el Sárospatakon tanári székét; a matematikát és fizikát adta elő, mígnem 1831. július 31-én a kolerának esett áldozatul. Borsod- és Ungmegye táblabirája. Egész halálaig benső barátságban élt Kazinczy Ferenccel.
Egy költeménye van a Szépliteraturai Ajándékban (1821.)

## Munkái
- De nuptiis Napoleonis Magni et Mariae Ludovicae Austriacae. Sárospatakini, 1810. (Költemény, melyet gróf Eszterházy József zempléni főispán Bécsben velinre újra nyomatott.)
- Oratio inauguralis de scientia naturali modestiae magistra dicta ... die 18. Sept. 1813. quum in I. Collegio Helv. Conf. addict. S. Patakiensi publicam Physices Professionem auspicaretur. Uo. 1813.
- Carmen honoribus ac meritis rev. dni Gabrielis Fülep de Felső-Őr ost expletos feliciter 50 sacri sui ministerii annos festum solenne celebrantis, dicatum. Accessit gratulatio ad d. Franciscum Kazinczy, cum filiola, ejus Sophronia Thalia felici partu in lucem ederetur; et allocutio ad juris patrii studiosos, anno 1816. Uo. 1816.
- Carmen summis honoribus ac meritis ill. ac rev. praesulis dni Petri Klobusiczky de eadem, episcopi Szatmariensis. Uo. 1816.
- Manes Priscae Pronay. Elegia ad ill. ac magn. dnum Gabrielem Lónyay de eadem... collegii S. Patakiensis supremum curatorem in festo novi anni 1817. obtulit. Uo.
- Elementa physicae. In usum praelectionum suarum. Uo. 1818. Négy tábla rajzzal. (2. jav. és bőv. kiadás. Uo. 1828.)
- Carmen ill. dno comiti Josepho Desseöfi de Cserneh et Tarkő venustissimo literarum Barthphensium auctori dicatum. Uo. 1819.
- Oratio funebris in obitum viri celeberrimi Francisci Nagy... S. Patakini, 1820. Online
- Carmen ad ill. dnum Joannem Nepomucenum e. l. baronibus Molonyay de Vicsap, in i. cottu Zempliniensi officii supremi comitis administratorem, cum munus hocce, solenniter auspicaretur. Uo. 1821.
- Halotti beszéd, melyet ... Boronkay Zsigmond ur ... a s.-pataki anya-iskola v. kurátora utolsó tiszteletére ... a s.-pataki templomban júl. 15. 1821. elmondott. Uo.
- Opusula poetica. Accedunt orationes quaedam. Uo. 1822.
- Carmen ad ill dnumcomitem Josephum Teleky de Szék, ven. superintendentiae helv. conf. addictorum Cis-Tibiscanae, ut et illustr. collegii S. Patakiensis supremum curatorem, cum collegium.. inviseret. Uo. 1824.
- Halotti beszéd, melyet néhai mélt ... Lónyay Gábor úrnak ... utolsó tisztességtételére júl. 11. 1824. elmondott. Uo. 1824. (Szathmáry György beszédével együtt.)
- A deák grammatikának rövid summája. Az alsóbb oskolák számára. Uo. 1824. (Uo. 1829. Névtelenül.)
- Carmen ad spect. dnum Josephum Kiss de Batka-Madaras, incl. comit. Albensis Inferioris in Transilvania vie-comitem, cum inopiam musarum Patakiensium singulari sua munificentia sublevaret. Uo. 1828.
- Carmen ad exc. dnum comitem Adamum Revitzky de Revisnye, cum in incl. comitatu Borsodiensi supremi comitis munis solemniter auspicaretur. Uo. 1828.
- Carmen ad ill. dnum. comitem Josephum Teleki de szék incl. tabulae regiae judiciariae baronem, cum in i. comitatu Csanádiensi supremi comitis munus auspicaretur. Uo. 1828.
- Elementa grammaticae latinae. Uo. 1829. (Névtelenül.)
- A fizikának rövid rajzolatja. Uo. 1830. Három rézm. táblával. (Névtelenül és Uo. 1838.)
- Elementa algebrae. Uo. 1830. (Névtelenül.)
- Carmen ad ill. dnum comitem Antonium Mailath de Székhely ... consiliarium, cum in inclito comitatu Zempliniensi supremi comiti munus solenniter auspicaretur... Uo. 1830.
- Phaedri Augusti liberti fabularum Aesopicae notis captui tironum accommodatis instructae. Uo. 1831. (Névtelenül. Uo. 1838.)
- Elementa geometriae purae. In usum matheseos studiosorum ill. collegii helv. conf. addict. S. Patakiensis. Uo. 1831. (2. kiadás, Uo. 1836.)

Levelei Kazinczy Ferenchez, Sárospatak 1807. febr. 4., márc. 11., 19., 21., máj. 9., jún. 22., nov. 21., 30., 1808. jan. 28., febr. 3., márc. 13., ápr. 11., nov 22., 1809. szept. 14., szept. 22., nov. 27., dec. 9., 16., 27., 1810. jan. 6., 11., 31., febr. 26., márc. 10., 21., ápr. 5., máj. 5. (Kazinczy Ferenc Levelezése IV-VII.); Édes Gergelyhez, Sárospatak, 1826. márc. 16. (Figyelő XIII. 358. 1.)